# روایت اول‌شخص

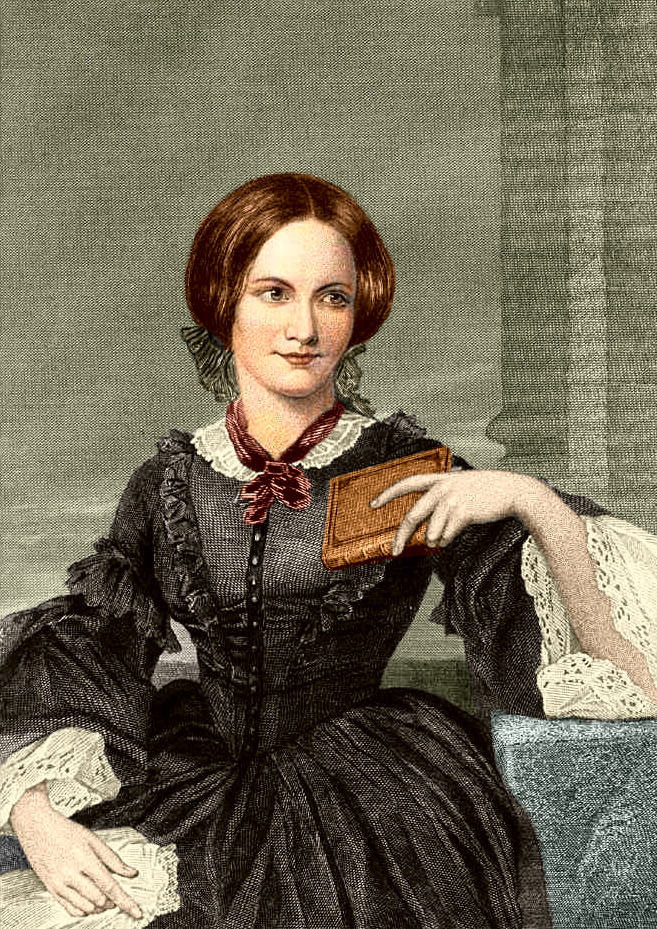
پرتره‌ی شارلوت برونته، نویسنده‌ی جین ایر، که به عنوان «نمونه کلاسیک روایت اول شخص» شناخته می‌شود.

روایت اول‌شخص (انگلیسی: First-person narrative) شیوه‌ای از داستان‌پردازی است که راوی داستان در آن، وقایع را از دیدگاه خود و با استفاده از افعال اول‌شخص یعنی «من» یا «ما» و غیره انتقال می‌دهد. یک نمونهٔ کلاسیک برای این مثال، نوع روایت اول‌شخص کتاب جین ایر اثر شارلوت برونته است. در برخی از روایت‌های اول‌شخص، کارکتر اصلی به عنوان روایتگر داستان خودش ظاهر می‌گردد.